# Vladimír Janda
Vladimír Janda (19. dubna 1928 Praha – 25. listopadu 2002 Praha) byl český lékař, zakladatel moderní léčebné rehabilitace, předseda FBLR České lékařské společnosti J. E. Purkyně, zakladatel Společnosti pro myoskeletální medicínu ČLS J. E. Purkyně, dlouholetý přednosta rehabilitačního oddělení Fakultní nemocnice Královské Vinohrady, předseda Stálého výboru expertů pro rehabilitaci v bývalých socialistických zemích s funkcí v mezinárodní Rehabilitační společnosti (Rehabilitation international).

## Životopis
Vladimír Janda se narodil v Praze, v dětství onemocněl poliomyelitidou (infekční dětskou obrnou), ze které se zotavil, takže byl schopen chůze o holích. Onemocnění ovlivnilo jeho život natolik, že se rozhodl pro studium na lékařské fakultě. V době studií se věnoval možnostem léčby poliomyelitidy, pozval a tlumočil přednášky sestry Kenny (USA), která se léčbou dětské infekční obrny zabývala. Po promoci roku 1952 působil krátce v Janských lázních (kde potkal MUDr. Vojtu, autora Vojtovy metody) a v Praze, na dětském rehabilitačním oddělení Neurologické kliniky akademika Kamila Hennera. Později založil rehabilitační oddělení neurologické kliniky Vinohradské nemocnice a nakonec i samostatnou Kliniku rehabilitačního lékařství, v jejímž čele stál přes 50 let.

## Pražská škola
Vedle Karla Lewita, Jana Jirouta a Františka Véleho byl Vladimír Janda klíčovou osobností tzv. Pražské rehabilitační školy. Ta provázala obory neurofyziologie, kineziologie, myoskeletální medicína a rehabilitační lékařství a česká rehabilitace se tak svým uceleným přístupem stala vzorem rehabilitaci světové. Vypracoval koncepci léčebné rehabilitace a připravil náplň postgraduálního vzdělávání lékařů FBLR na ILF (Institut pro další vzdělávání lékařů) včetně atestačních otázek. Významná je role prof. Jandy ve výuce rehabilitačních pracovníků na SŠ Alšovo nábřeží i v pozdějším vysokoškolském vzdělání fyzioterapeutů. Založil Česko-slovenský časopis pro rehabilitaci a fyzikální lékařství a své zkušenosti prezentoval i lékařům v zahraničí (USA, Austrálie, SRN, Skandinávie aj.). Jeho zásluhou se v ČSR konaly i mnohé kongresy a vědecké konference.

## Metodologie
Profesor Janda byl průkopníkem rehabilitačních metod u onemocnění páteře a pohybové soustavy. Vertebrogenní problémy v populaci zdůvodňoval častou přítomností svalové dysbalance, a to nejen na úrovni vztahu agonista-antagonista, nýbrž i dysbalancí svalových synergistů, či ve svalu samotném. Jako první pojmenoval tzv. zkřížený syndrom (střídání ztuhlých a ochablých svalových skupin v těle), popsal svaly posturální a fázické s jejich specifiky k tuhnutí resp. ochabování a poznal, že vertebrogenní poruchy ve zdravé populaci jsou často podobné těm, jež provází postižené s neurologickým postižením centrálním (mozkovým). Byl klinik, jenž pouhým pohledem poznal jemné, ale významné svalové poruchy a pro jejich korekci stanovil adekvátní postupy a pokud se tyto ukázaly jako náročné, navrhoval senzomotorické cvičení, které vedlo ke svalové souhře např. balančně-stabilizačními pozicemi.

## Publikace
Je autorem 163 zásadních publikací. Vědecky začal publikovat již jako student medicíny a jeho Funkční svalový test byl přeložen do mnoha jazyků. Další publikace jsou např.:
Funkční svalový test (1952)
Základy kliniky funkčních /neparetických/ hybných poruch (1982)
Neurologie pro rehabilitační pracovníky (s Krausem, 1975)
Dynamické hybné stereotypy a jejich význam v reedukaci hybných poruch (1968)
Muscles, central nervous regulation and back problems (London, New York, 1978)
On the concept of the postural muscles and posture (1983)
Introduction to the functional pathology of the motor system (1982)
Bolesti v zádech. Protiklady, tendence a řešení (1988)
Přetěžování horních končetin opakovanými pohyby (s Gilbertovou, 1988)
Trends und Perspektiven der Manuellen Medizin (s Lewitem, 1980)
Funkce hybného systému (s Polákovou a Vélem, 1966)
Stupeň aktivace břišního svalstva v různých motorických projevech (se Štěpničkou, 1970)